# Адмирал Нахимов (броненосный крейсер)
Броненосный крейсер «Адмирал Нахимов» — первый российский крейсер с башенной артиллерией. Построен на Балтийском заводе в Петербурге корабельным инженером полковником Н. А. Самойловым. Заложен в июле 1884 года, спущен на воду 21 октября 1885 года, вступил в строй 3 декабря 1887 года. Долгое время был в числе самых мощных и быстроходных крейсеров в мире.

## Проектирование и постройка
Согласно заданию, данному Морскому техническому комитету на проектирование нового броненосного крейсера в рамках программы 1881 года, новый корабль должен был иметь броню по ватерлинии не менее 254 мм, артиллерию главного калибра 11 дюймов, большой запас угля, скорость хода не менее 15 узлов, осадку не более 7,92 м и полное парусное вооружение. В качестве прототипа был выбран английский броненосный крейсер Imperieuse, отличавшийся «ромбовидным» расположением орудий главного калибра (на носовой и кормовой оконечности и по обоим бортам).

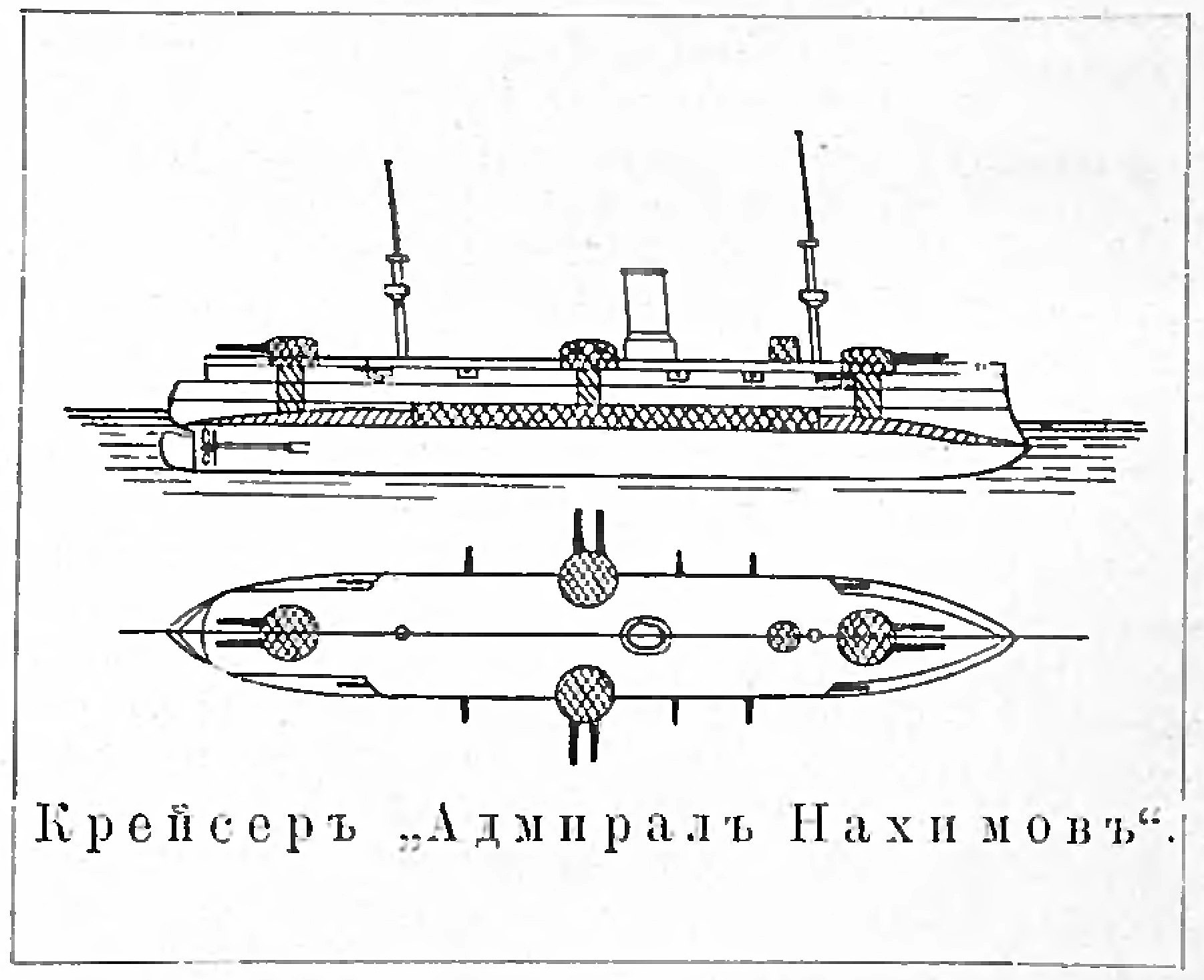
Схема расположения орудий
(фото из статьи «Адмирал Нахимов»)

19 ноября 1882 года проект был утверждён. По сравнению с английским прототипом: диаметр барбетов был увеличен на 1,5 м, чтобы вместить 229-мм орудия Обуховского завода; изменено расположение машинно-котельной установки, проект которой разрабатывался в Управлении главного инженер-механика флота генерал-майора А. И. Соколова. Более компактное размещение котельных отделений в средней части корпуса позволило обойтись одной дымовой трубой. Запас угля возрос в полтора раза, при этом, суммарная дополнительная нагрузка в 390 т увеличила проектное водоизмещение до 7782 т. Длина корпуса возросла на 1,83 м, осадка на 0,1 м.
В январе 1885 года, в ходе стапельных работ, было решено использовать в качестве главного калибра 203-мм орудия образца 1884 года на станках Вавассера. Перевооружение обеспечило повышение веса бортового залпа и скорострельность артиллерии главного калибра, возможность уменьшить диаметр барбетов на 62 см, что давало надежду на улучшение мореходных качеств корабля. Кроме того, барбетные установки получили тонкое круговое бронирование. В отличие от английского предшественника, проект крейсера «Нахимов» был признан удачным. По основным параметрам «Адмирал Нахимов», даже спустя двадцать лет, к началу русско-японской войны, имел значительные резервы для технической модернизации, и при условии замены устаревших орудийных установок главного калибра, вполне соответствовал новейшим броненосным крейсерам. Он по сути стал прообразом появившихся почти через треть века многобашенных крейсеров.

## Конструкция

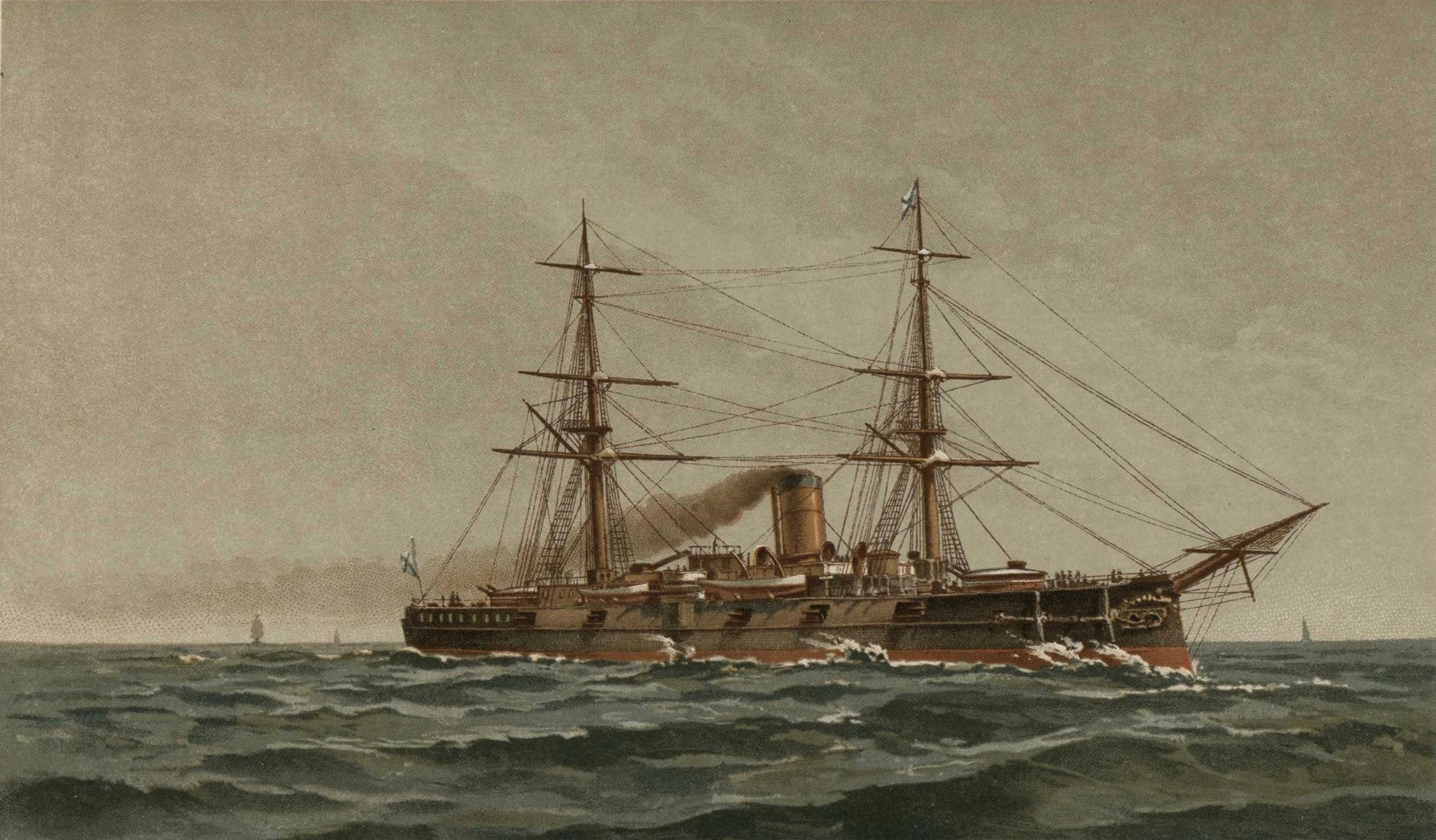
Броненосный крейсер «Адмирал Нахимов», рис. 1892 г.

Длина его составляла 103,3 метра, при ширине 18,6 метров. Осадка при нормальной нагрузке составляла 7,67 метра. Форштевень (29 т) и ахтерштевень (15 т) представляли собой цельные бронзовые отливки Балтийского завода. Поперечные водонепроницаемые переборки проходили по шпангоутам 36, 60, 83 и 102; от внутреннего дна до жилой палубы они имели толщину 9,5 мм, а выше неё — до верхней палубы — 6,4 мм. Нормальное водоизмещение крейсера составило 7781,7 тонн. Полное — 8473 тонны.

### Вооружение
Вооружение крейсера было рассчитано на максимально мощный догонный и ретирадный огонь.
Он был вооружён восемью 203-мм орудиями с длиной канала ствола 35 калибров, установленных в четырёх барбетных установках и десятью 152-мм орудиями с длиной канала ствола 35 калибров, стоявших на батарейной палубе. Противоминное вооружение крейсера состояло из шести 47-мм одноствольных, четырёх 37-мм пятиствольных орудий системы Готчкисса.
Два 63,5-мм десантных орудия системы Барановского на колёсных лафетах предназначались для вооружения десантных партий.

### Бронирование
Борт корабля был защищён сталежелезным броневым поясом длиной 42,4 м (от 32 до 106 шпангоута). Пояс имел толщину 229 мм, утончаясь к низу до 152 мм, плиты укладывались на лиственничную подкладку толщиной 254 мм. С носа и кормы пояс замыкали 229-мм броневые траверзы, образовывая цитадель, в которой находились все жизненно важные механизмы и погреба. Все броневые плиты были брони компаунд (сталежелезная) и изготавливались на Ижорском заводе по технологии английского завода Кэммел из Шеффилда.
В пределах цитадели на 12,5 мм прокладку из корабельной стали стелился ряд 38-мм стальных плит, и общая толщина броневой палубы достигала 50,5 мм. За пределами цитадели в нос и корму простиралась 76,2-мм карапасная палуба.

### Силовая установка
На корабле стояли две паровых машины двойного расширения общей проектной мощностью 8000 л. с. Машины в 1886 году изготавливались на Балтийском заводе. Каждая машина имела три цилиндра — один высокого диаметром 1524 мм и два низкого (диаметром 1981 мм) давления и работала на свой гребной винт. Ход поршня составлял 1066 мм. Гребные винты системы Грифита имели шаг 21 фут (6,4 м) и диаметр 16 футов (4,88 м). После замены лопастей диаметр увеличился до 17 футов (5,18 м).
Пар к механизмам подавался от двенадцати цилиндрических огнетрубных котлов, с рабочим давлением 5,2 атмосферы. Масса котлов с водой составляла 670 тонн.
Четыре мили были пройдены за 13 минут 36 секунд при среднем числе оборотов 112 и паре 75 фунт., выверенный ход составил 17,56 узла.
Корабль имеет парусность брига и две стальные мачты. Высота фок-мачты от палубы до эзельгофта 66 футов 3 дюйма, до клотика 130 футов 6 дюйма. Высота грот-мачты от палубы до эзельгофта 75 футов 3 дюйма, до клотика 139 футов 6 дюймов.
Площадь парусов (кв. футов): грот и фор-марсели по 3260,62 каждый, грот и фок-брамсели по 1172,03 каждый, грот 3397, фок 2895, фор-стеньги стаксель 1377, кливер 2360, фор-трисель 1116,5 и грот-трисель (или бизань) 2180,7. Всего 22 192,3 кв. фут.

## Модернизация
В мае 1898 года корабль имел жалкий вид: палубы и шлюпки под воздействием солнца, волн и соленых ветров потрескались и рассохлись, рангоут и заградительные сети износились. Ещё сильнее износились машины, котлы и корпус. Командир корабля капитан I ранга Н. И. Небогатов настаивал на скорейшем проведении неотложных работ.
Было необходимо произвести большие работы по ремонту корпуса — во многих местах его обшивка сильно проржавела, предстояло заменить сетевые заграждения. Нуждалась в ремонте и замене часть подводной деревянной и медной обшивок. Следовало также упразднить паруса, укоротить мачты, а стеньги и брам-стеньги заменить на одну стеньгу-однодревку, старые массивные деревянные реи на легкие — железные, предназначенные только для подъёма сигнальных флагов, и заменить на новую деревянную настилку со всех палуб.
Трубы осушительной системы трюмов находились в междудонном пространстве и за пятнадцатилетнюю службу корабля изрядно проржавели. Их следовало демонтировать, а новые пустить поверх второго дна. Обшивку второго дна предстояло во многих местах менять. «Всего в 34 листах сильное утончение от ржавчины, а в некоторых листах появлялись даже сквозные дыры от ударов молотком, и по звуку листы имеют дурное качество» — такое было мнение инспектора кораблестроения Н. К. Глазырина.
Предстояло усовершенствовать и электрооборудование. Старые динамомашины, снимались, и монтировались новые, более мощные.
В МТК же первостепенным считалось и перевооружение «Нахимова», но в тот момент на замену орудий не было ни средств, ни желания, ни времени. Но орудиях все же следовало заменить старые заряды дымного пороха на новые — бездымные. На каждом боевом марсе установили по два пулемёта.
В августе 1899 года, ещё до окончания работ, «Нахимов» начали спешно готовить к дальнему плаванию

## Служба
Большую часть службы крейсер провёл в дальних плаваниях. 29 сентября 1888 года он ушёл из Кронштадта на Дальний Восток и вернулся только три года спустя. После ремонта новый дальний поход — сначала в США, затем на Средиземное море, а оттуда — опять на Дальний Восток.

Наш «Адмирал Нахимов» здесь просто на славу нашему флоту! Когда мы сошлись с «Imperieuse’ом», то командир его с первых же слов просил позволения осмотреть нас и для этого сначала предложил нам осмотреть его. Нам были отворены даже крюйт-камеры. Между "Imperieuse" и «Нахимовым» такая разница, как будто первый из них строился на 15 лет ранее второго, а не на один год… Ни одно иностранное судно не уходит отсюда без того, чтобы командир такового не попросил позволения осмотреть крейсер «Адмирал Нахимов», присылают к нам мичманов смотреть и учиться"— Из письма одного из офицеров крейсера, написанного во время пребывания в Японии в 1890 г.
В 1893 году «Адмирал Нахимов» под командой капитана 1-го ранга В. М. Лаврова посетил с официальным визитом Атлантической эскадры вице-адмирала Н. И. Казнакова Северо-Американские Соединённые Штаты (САСШ), где участвовал в праздненствах, посвящённых 400-летию открытия Америки; в том же году в составе эскадры Средиземного моря контр-адмирала Ф. К. Авелана крейсер совершил официальный визит во Францию.

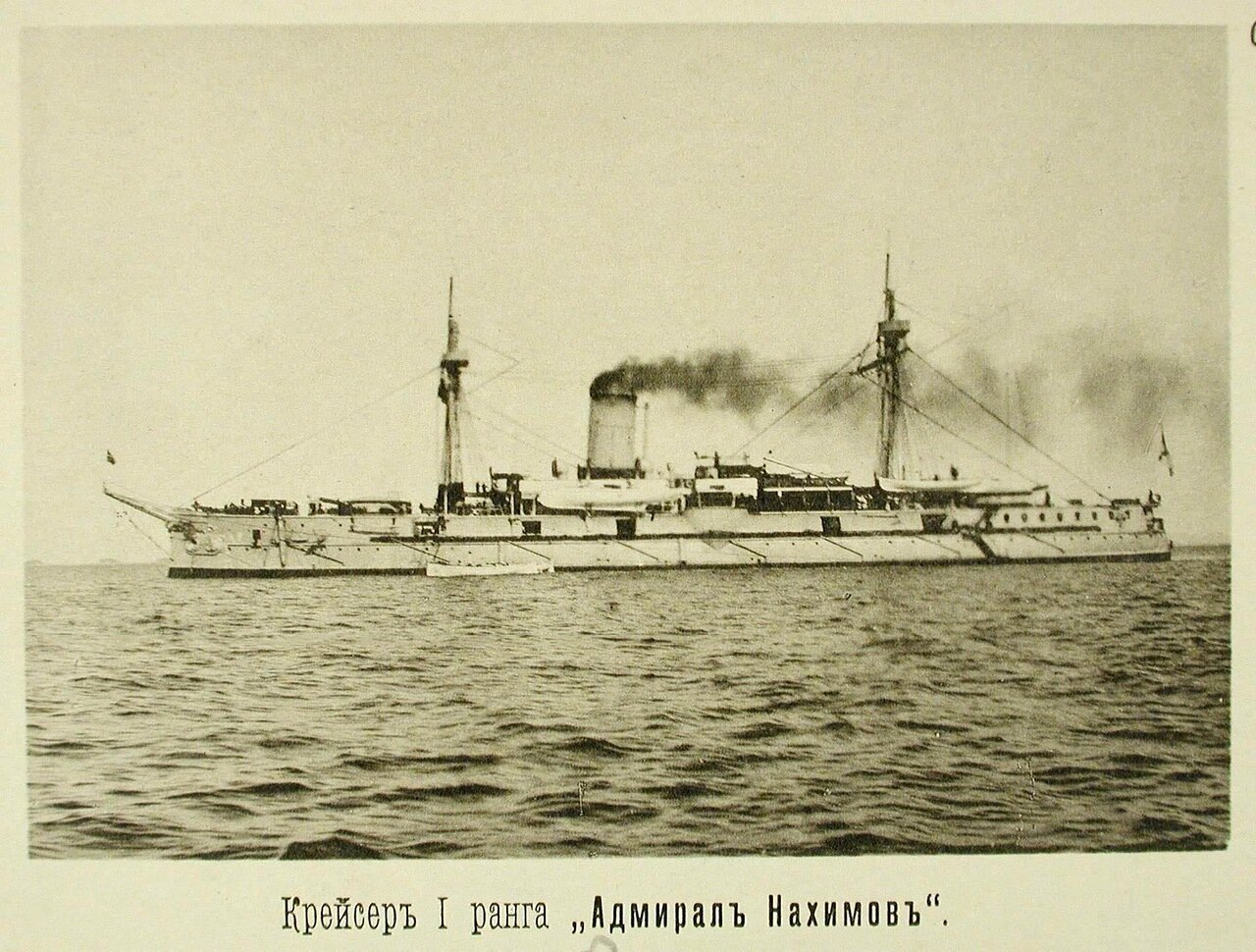
Порт Чифу. Крейсер «Адмирал Нахимов». 26 апреля 1895 г.

В САСШ моряки Атлантической эскадры были удостоены почестей и осыпаны подарками, причиной которых было желание американцев иметь российскую военно-морскую базу в гавани Нью-Йорка: газета Нью-Йорк Таймс писала:
«Если Российский флот будет постоянно находиться в Нью-Йорке и прилегающих водах, то имеющиеся у британской эскадры, базирующейся в Северной Америке, возможности для внезапного нападения (британского флота) на незащищенные порты атлантического побережья САСШ будут серьезно ослаблены».
В летние кампании 1894—1896 годов на Дальнем Востоке крейсер проводил учения, участвовал весной 1895 в манёврах у китайского порта Чифу, посетил Владивосток, а также с дипломатическими миссиями китайские, японские и корейские порты. Зимы крейсер проводил в японском порту Нагасаки. Летом и осенью 1895 года крейсер ремонтировался во Владивостоке. В мае 1898 года вернулся на Балтику.
После модернизации крейсер, в 1900 году причисленный к Гвардейскому экипажу, отправился в третье плавание на Тихий океан. В течение двух лет участвовал в манёврах Порт-Артурской эскадры, посетил Японию и Корею, выполнял дипломатические миссии. В мае 1903 года вернулся в Кронштадт. В ходе последнего ремонта крейсера намеченная замена его устаревших орудий была перенесена на следующую модернизацию. Как следствие — в Русско-японскую войну мощный ещё крейсер вследствие малой дальности и низкой скорострельности артиллерии был почти безоружен перед своими противниками. В канун Русско-японской войны для проведения планового ремонта и модернизации артиллерии крейсер был возвращен на Балтику, тем самым ослабив своим отсутствием 1-ю Тихоокеанскую эскадру. Низкая скорость, слабое бронирование и чрезвычайно низкие для своего времени дальнобойность и скорострельность артиллерии делали крейсер мало приспособленным кораблем линейного боя, для которого и была создана 1-я Тихоокеанская эскадра. 
В 1902—1903 годы старшим офицером крейсера служил великий князь Кирилл Владимирович Романов.

## Русско-японская война, гибель крейсера
С началом русско-японской войны «Адмирал Нахимов» под командованием капитана 1-го ранга А. А. Родионова вошёл в состав 2-го броненосного отряда 2-й Тихоокеанской эскадры (командир отряда — контр-адмирал Д. Г. Фелькерзам).

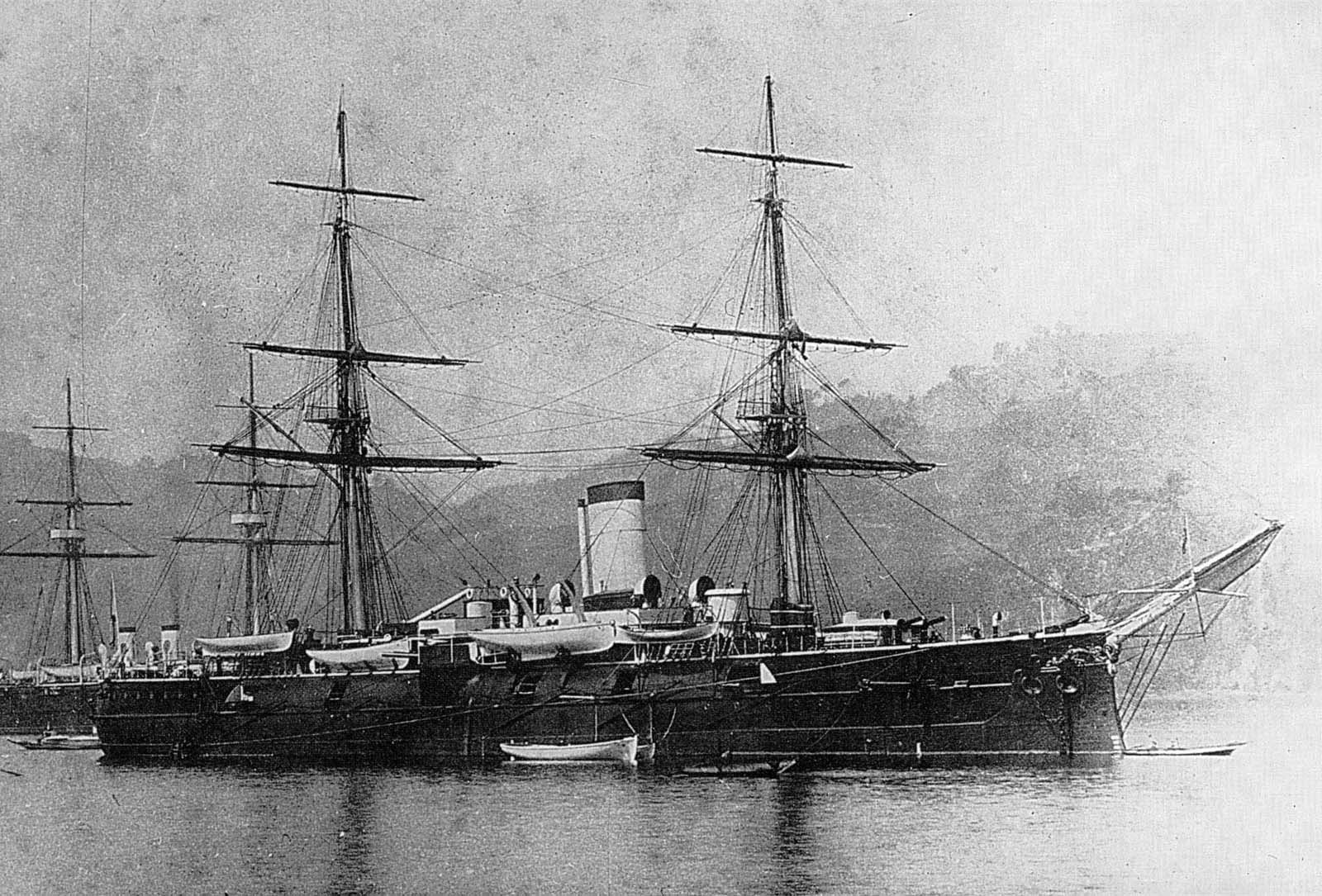
Крейсер «Адмирал Нахимов» в 1890 году

14 мая 1905 года в Цусимском сражении крейсер получил около 20 попаданий снарядами, а ночью в 21:30 — 22:00 торпедирован в правый борт с носа. В экипаже было 46 убитых и до 30 раненых, как минимум двое из которых умерли от ран уже в японском плену
Утром 15 мая полузатопленный корабль продолжал героическое движение кормой вперёд (из-за носовой пробоины и как следствие сильного дифферента) и был окончательно затоплен экипажем лишь при появлении японских кораблей.
В целом, предельно устаревший крейсер в тяжелейших условиях Цусимского сражения проявил себя более чем достойно. Этому способствовали как не зависящие от команды факторы (малое огневое воздействие противника), так и удачное расположение противоминной артиллерии и умелые действия экипажа.

## Командиры

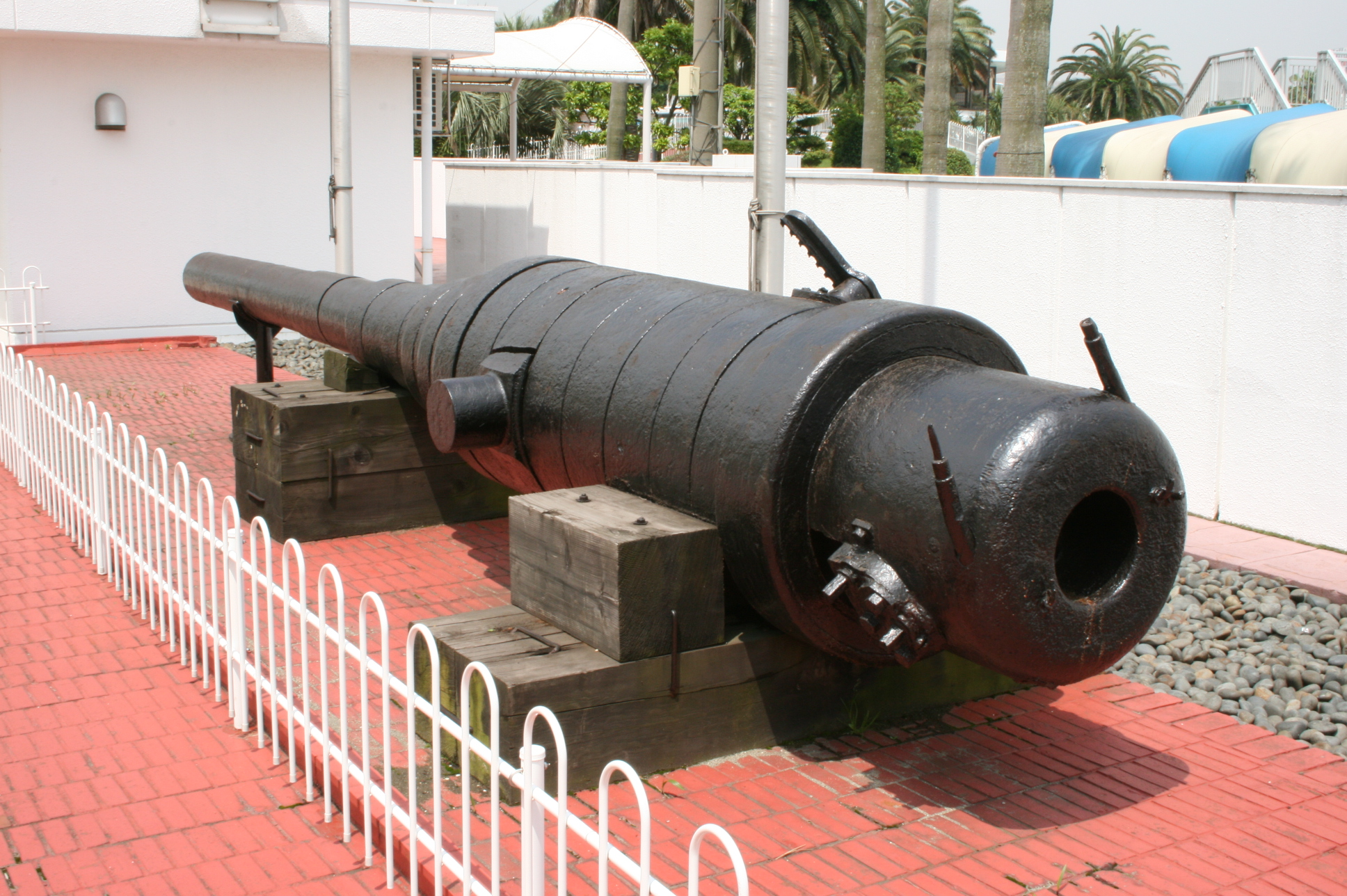
Орудие с крейсера «Адмирал Нахимов» в «Музее морской науки» города Токио

- 1884—1890 — капитан 1-го ранга Деливрон, Карл Карлович
- 1890—1893 — капитан 1-го ранга Федотов
- 1893—1894 — капитан 1-го ранга Лавров, Василий Михайлович
- 06.09.1894—1895 — капитан 1-го ранга Кашерининов, Александр Парменович
- 1896—1898 — капитан 1-го ранга Небогатов, Николай Иванович
- 25.01.1899—21.05.1901[4] — капитан 1-го ранга Всеволожский, Дмитрий Дмитриевич
- Май-август 1901 — врид капитан 2-го ранга Эбергард, Андрей Августович
- 21.05.1901 — 23.12.1902 — капитан 1-го ранга Стемман, Фёдор Фёдорович
- 1902—1903 — капитан 1-го ранга Бухвостов, Николай Михайлович
- 1903—1905 — капитан 1-го ранга Родионов, Александр Андреевич

### Другие должности
- 1886—1887 штурманский офицер КФШ штабс-капитан В. И. Егоров[5]

## Список офицеров крейсера, взятых в плен после Цусимского сражения
1. Деливрон М. Б., мичман (командир правой 8" башни)
2. Кобыльченко И. Т., прапорщик (младший судовой механик)
3. Фролков Н. Я., прапорщик (младший судовой механик)
4. Микуловский Б. Ю., прапорщик (вахтенный офицер)
5. Лонфельд А. К., прапорщик (вахтенный офицер)
6. Энгельгардт М. К., мичман (вахтенный офицер)
7. Винокуров Е. П., мичман (вахтенный офицер)
8. Рождественский А. С., мичман (вахтенный офицер, командир кормовой 8" башни)
9. Кузминский В. А., мичман (младший штурманский офицер)
10. Михайлов П. И., мичман (младший минный офицер)
11. Данилов Н. В., мичман (вахтенный начальник)
12. Щепотьев С. А., поручик К. И. М. (младший судовой механик)
13. Сухаржевский Д. С., поручик К. И. М. (младший судовой механик)
14. Родионов М. А., капитан К. И. М. (минный механик и водолазный офицер)
15. Шеманов Н. З., подполковник К. И. М. (старший судовой механик)
16. Нордман Н. Н., лейтенант (ревизор)
17. Крашенинников П. И., лейтенант (вахтенный начальник)
18. Мисников Н. Ф., лейтенант (вахтенный начальник)
19. Смирнов, Николай Александрович, лейтенант (младший артиллерийский офицер, командир 6" батареи)
20. Гертнер 1-й И. М., лейтенант (старший артиллерийский офицер)
21. Мазуров Г. Н., капитан 2-го ранга (вахтенный начальник)
22. Семёнов, капитан 2-го ранга
23. Гроссман В. А., капитан 2-го ранга (старший офицер)
24. Клочковский В. Е., лейтенант (старший вахтенный офицер, и. д. штурманского помощника)
25. Родионов А. А., капитан 1-го ранга (командир)

## Миф о затонувшем золоте

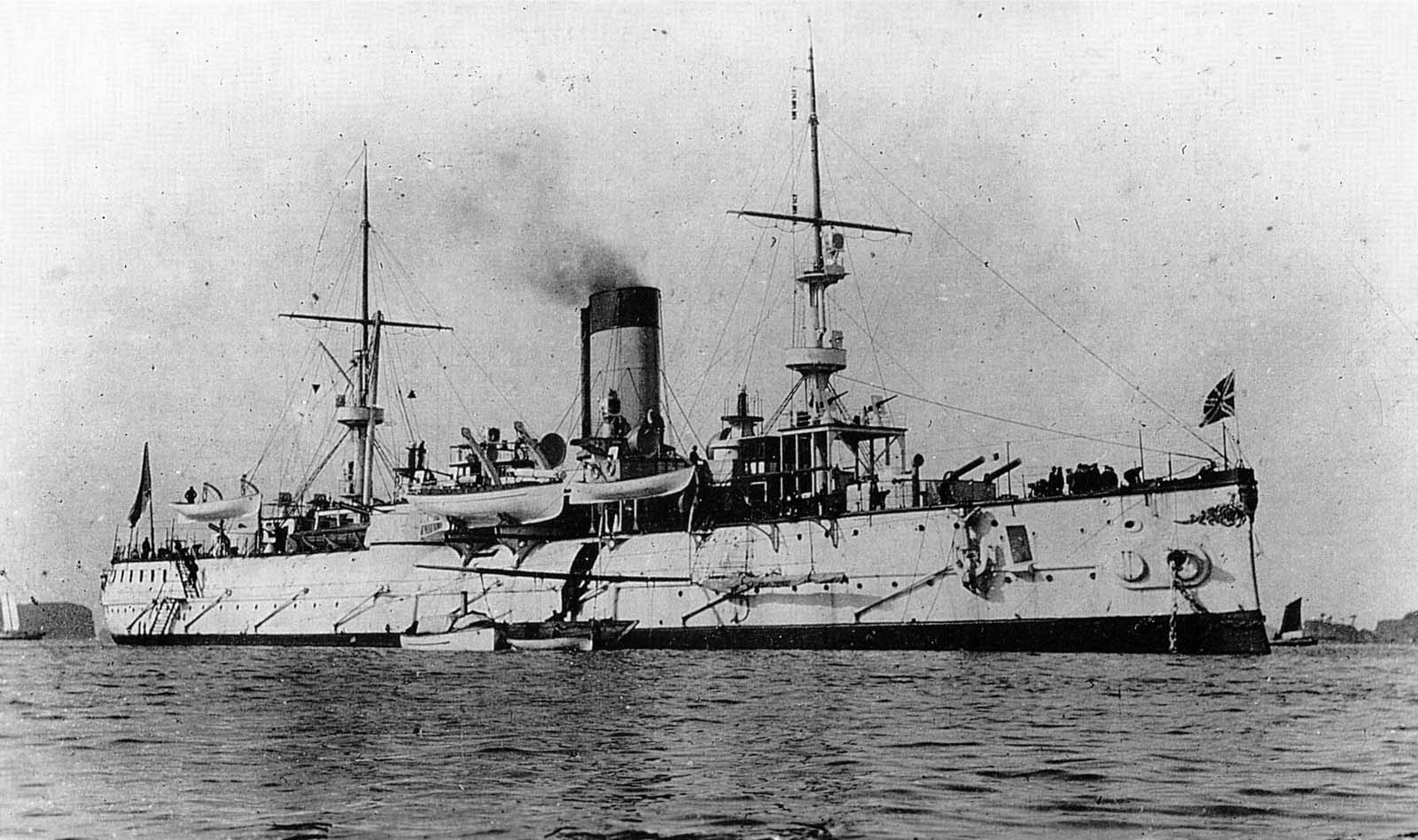
Крейсер «Адмирал Нахимов»

Крейсер «Адмирал Нахимов» пребывал в относительной безвестности, пока в 1933 году американец Гарри Ризберг в книге «600 миллиардов под водой» заявил о том, что на борту четырёх русских кораблей из 2-й Тихоокеанской эскадры, потопленных при Цусиме, находились сокровища на общую сумму в 5 млн долларов. По чистой случайности американец указал, что больше всего золота (2 млн долларов) пошло на дно вместе с «Адмиралом Нахимовым».
В ноябре 1980 года японский миллионер Такео Сасагава заявил, что выделил огромную сумму на спасение русского золота, поскольку затонувший «Адмирал Нахимов» был найден. Миллионер рассказывал о найденных на борту ящиках с золотыми монетами, слитками платины и золота. Позднее Сасагава позировал перед фотографами, держа в руках платиновые слитки, якобы поднятые с крейсера, однако новых находок не демонстрировал, ссылаясь на «непредвиденные трудности».
Первыми в успехе Сасагавы усомнились профессиональные охотники за морскими сокровищами. Стоило им обратиться к документам русско-японской войны — в частности, к донесениям участников Цусимского сражения, — как стало ясно, что в рассказах Сасагавы нет ни слова правды. Со временем выяснилась и другая любопытная деталь. Слитки металла, якобы поднятые с затонувшего русского крейсера, имели удельный вес 11,34 г/см³. Это плотность свинца, а не платины.